# أندرو بورتر (مؤرخ)
أندرو بورتر (بالإنجليزية: Andrew Porter)‏ هو مؤرخ بريطاني، ولد في 12 أكتوبر 1945.